# Долина Кебар
0°49′22″ пд. ш. 133°01′16″ сх. д. / 0.822682° пд. ш. 133.021° сх. д.
Долина Кебар (індонез. Lembah Kebar) — долина, розташована в північній частині півострова Чендравасіх в провінції Західне Папуа на сході Індонезії. Кебар є частиною регентства Тамбраув, розділеного на 3 підрайони — Кебар Тимур, Кебар Селатан і Кебар Тенга. Долина оточена горами Тамрау, займає площу 2703 км². З півночі на південь ширина долини Кебар коливається від 16 до 30 км, а зі сходу на захід — від 94 до 116 км. Долина розташована за 130 км на захід від Манокварі та за 190 км на схід від Соронга. Найближче велике село до долини — Саукорем.